# Poivres
Poivres és un municipi francès situat al departament de l'Aube i a la regió del Gran Est. L'any 2007 tenia 164 habitants.

## Demografia

### Població
El 2007 la població de fet de Poivres era de 164 persones. Hi havia 60 famílies de les quals 12 eren unipersonals (12 dones vivint soles i 12 dones vivint soles), 24 parelles sense fills, 20 parelles amb fills i 4 famílies monoparentals amb fills.
La població ha evolucionat segons el següent gràfic:
Habitants censats

### Habitatges
El 2007 hi havia 79 habitatges, 62 eren l'habitatge principal de la família, 9 eren segones residències i 8 estaven desocupats. Tots els 79 habitatges eren cases. Dels 62 habitatges principals, 55 estaven ocupats pels seus propietaris, 6 estaven llogats i ocupats pels llogaters i 1 estava cedit a títol gratuït; 2 tenien dues cambres, 3 en tenien tres, 20 en tenien quatre i 37 en tenien cinc o més. 59 habitatges disposaven pel capbaix d'una plaça de pàrquing. A 23 habitatges hi havia un automòbil i a 32 n'hi havia dos o més.

### Piràmide de població
La piràmide de població per edats i sexe el 2009 era:
| Homes | Edats   | Dones |
| ----- | ------- | ----- |
| 0     | 95 o +  | 0     |
| 0     | 90 a 94 | 0     |
| 0     | 85 a 89 | 0     |
| 0     | 80 a 84 | 0     |
| 0     | 75 a 79 | 0     |
| 4     | 70 a 74 | 0     |
| 0     | 65 a 69 | 4     |
| 8     | 60 a 64 | 8     |
| 4     | 55 a 59 | 4     |
| 0     | 50 a 54 | 12    |
| 4     | 45 a 49 | 4     |
| 16    | 40 a 44 | 4     |
| 8     | 35 a 39 | 8     |
| 12    | 30 a 34 | 8     |
| 4     | 25 a 29 | 4     |
| 0     | 20 a 24 | 4     |
| 12    | 15 a 19 | 20    |
| 0     | 10 a 14 | 8     |
| 12    | 5 a 9   | 4     |
| 8     | 0 a 4   | 0     |

## Economia
El 2007 la població en edat de treballar era de 102 persones, 72 eren actives i 30 eren inactives. De les 72 persones actives 61 estaven ocupades (36 homes i 25 dones) i 11 estaven aturades (5 homes i 6 dones). De les 30 persones inactives 8 estaven jubilades, 6 estaven estudiant i 16 estaven classificades com a «altres inactius».

### Ingressos
El 2009 a Poivres hi havia 61 unitats fiscals que integraven 147 persones, la mediana anual d'ingressos fiscals per persona era de 15.746 €.

### Activitats econòmiques
Dels 5 establiments que hi havia el 2007, 1 era d'una empresa immobiliària, 3 d'empreses de serveis i 1 d'una empresa classificada com a «altres activitats de serveis».
L'any 2000 a Poivres hi havia 10 explotacions agrícoles que ocupaven un total de 1.140 hectàrees.

## Poblacions més properes
El següent diagrama mostra les poblacions més properes.